# Gillette
Gillette je obchodní značkou společnosti Procter & Gamble, která ji používá pro své holicí systémy, patřící mezi produkty pro osobní hygienu. Je to jedna z mnoha značek původně vlastněných společností The Gillette Company, patřící mezi světové dodavatele výrobků různých značek. Firemní slogan společnosti zní Pro muže to nejlepší. Původní společnost The Gillette Company založil v roce 1895 americký obchodník King Camp Gillette jako továrnu na výrobu žiletek.
Roku 2005, 1. října, společnost Procter & Gamble dokončuje nákup The Gillette Company. Výsledkem této obchodní transakce je naprosté zrušení společnosti The Gillette Company. Jejím posledním dnem obchodování – znak G na newyorské burze – byl 30. září 2005. Sloučením vznikla největší společnost na světě zabývající se výrobky pro péči o tělo a domácnost. Kromě značky Gillette prodávala společnost P&G také značky Braun, Duracell, Oral-B a další, které rovněž ovládala.
Veškerá aktiva The Gillette Company byla zpočátku včleněna do buňky zvané Global Gillette. V červenci roku 2007 Global Gillette rozdělena do dvou hlavních divizí společnosti Procter & Gamble – krása a péče o domácnost. V souladu s tím byly značky a výrobky rozděleny na dva směry.

## První výrobky Gillette
První holicí strojek používající nový jednorázový břit byl představen okolo roku 1902. Gillette nabízel tento svůj nový holicí systém až do roku 1938, kdy přišel na trh s vylepšeným modelem 'Sheraton'. Nový model využíval design TTO (Twist To Open; Otočením Otevři), který výrazně zjednodušil vyměňování použité žiletky za žiletku novou.
Roku 1947 Gillette představil novinku 'Super Speed', která rovněž využívala design TTO. V roce 1954 byly uvedeny další 'Super Speed' holicí strojky s různými stupni hladkosti oholení. Stupně hladkosti byly označovány barvou rukojeti.
V roce 1958 byl vyroben první 'nastavitelný' holicí strojek, který umožňoval nastavit břit ještě blíže k pokožce a oholit se mnohem hladčeji. Tento model v různých variantách byl vyráběn až do roku 1986.
Holicí strojek Super Speed dostal v roce 1966 plastovou černou rukojeť. Vyráběl se až do roku 1986. Souběžný model 'The Knack', který měl delší rukojeť, se vyráběl mezi lety 1966 a 1976.

## Nové a současné výrobky Gillette
- Trac II byl první dvoubřitý holicí systém na světě představený v roce 1971. Druhý břit měl snížit počet potřebných tahů pro oholení a podráždění pokožky po holení.
  - Trac II Plus byl identický holicí systém, který byl ale doplněn zvlhčujícím páskem umístěným nad břity. Žiletky i rukojeti jsou navzájem kompatibilní.

Evropský trh tento holicí systém znal pod názvy G2, resp. G2 Plus.
- Atra (pro někoho známější pod názvem Contour) byl holicí systém uveden v roce 1977 a byl také prvním holicím systémem, který měl výkyvnou hlavu, což mělo zjednodušit a zpohodlnit holení hlavně v složitějších partiích jako oblast krku.
  - Atra Plus navíc obsahoval zvlhčující pásek Lubra-Soft.

- Gillette Sensor byl uveden v roce 1990. Byl to první holicí systém, který má samostatně upevněné břity, které lépe kopírují pokožku, zmírňují tak riziko pořezání a výsledek je ještě lepší.
  - The Sensor for Women byl holicí systém pro ženy uvedený ve stejném období. Na rozdíl od mužské verze má tento širší rukojeť.
  - Sensor Excel byl uveden v roce 1995. Tento holicí systém byl obohacen o silikonové proužky umístěné pod břity. Proužky při holení napřimují pokožku, nadzvedávají vousy a výsledek holení je ještě hladší.
  - Sensor 3 měl tři břity namísto dvou. Všechny rukojeti i náhradní žiletky jsou navzájem kompatibilní.

- Blue II patří do řady tzv. pohotových holítek.
- Blue 3 je tříbřitý holicí systém. Levnější varianta systému Sensor 3, dostupný jako pohotové holítko.
- Gillette Mach3 byl první tříbřitý holicí systém uvedený v roce 1998, který měl výrazně zrychlit celý holicí proces.

- - Mach3 obsahoval pět silikonových proužků Microfins, výkyvnou hlavu a samostatně upevněné břity pro lepší skluz po pokožce a pro hladší oholení. Obsahoval i zvlhčující proužek, který měl při použití nové žiletky zelenou barvu. Používáním barva bledla. Uživatel podle toho poznal, kdy strojek nepodává nejlepší výkon a kdy je potřeba žiletku vyměnit za novou. Tento tah byl silně marketingový, protože uživatelé řídící se tímto proužkem měnili žiletky častěji, než před tím.
  - Mach3 Turbo měl deset silikonových proužků oproti originálnímu Mach3 a vylepšenou rukojeť pro pohodlnější a rychlejší oholení.
  - M3Power je bateriově poháněný holicí systém odvozený od Mach3 Turbo. Rukojeť měla o trochu jiný vzhled a břity byly potaženy speciální vrstvou známou jako "PowerGlide".

Všechny rukojeti i náhradní žiletky v systému Mach3 jsou navzájem plně kompatibilní.
- Venus je holicí systém pro ženy odvozený od Mach3.
  - Venus Divine je holicí systém pro ženy odvozený od Mach3 Turbo.
  - Venus Vibrance je holicí systém pro ženy odvozený od M3Power.
  - Venus Embrace je pětibřitý holicí systém pro ženy obsahující zvlhčující proužek po celém obvodu okolo břitů.

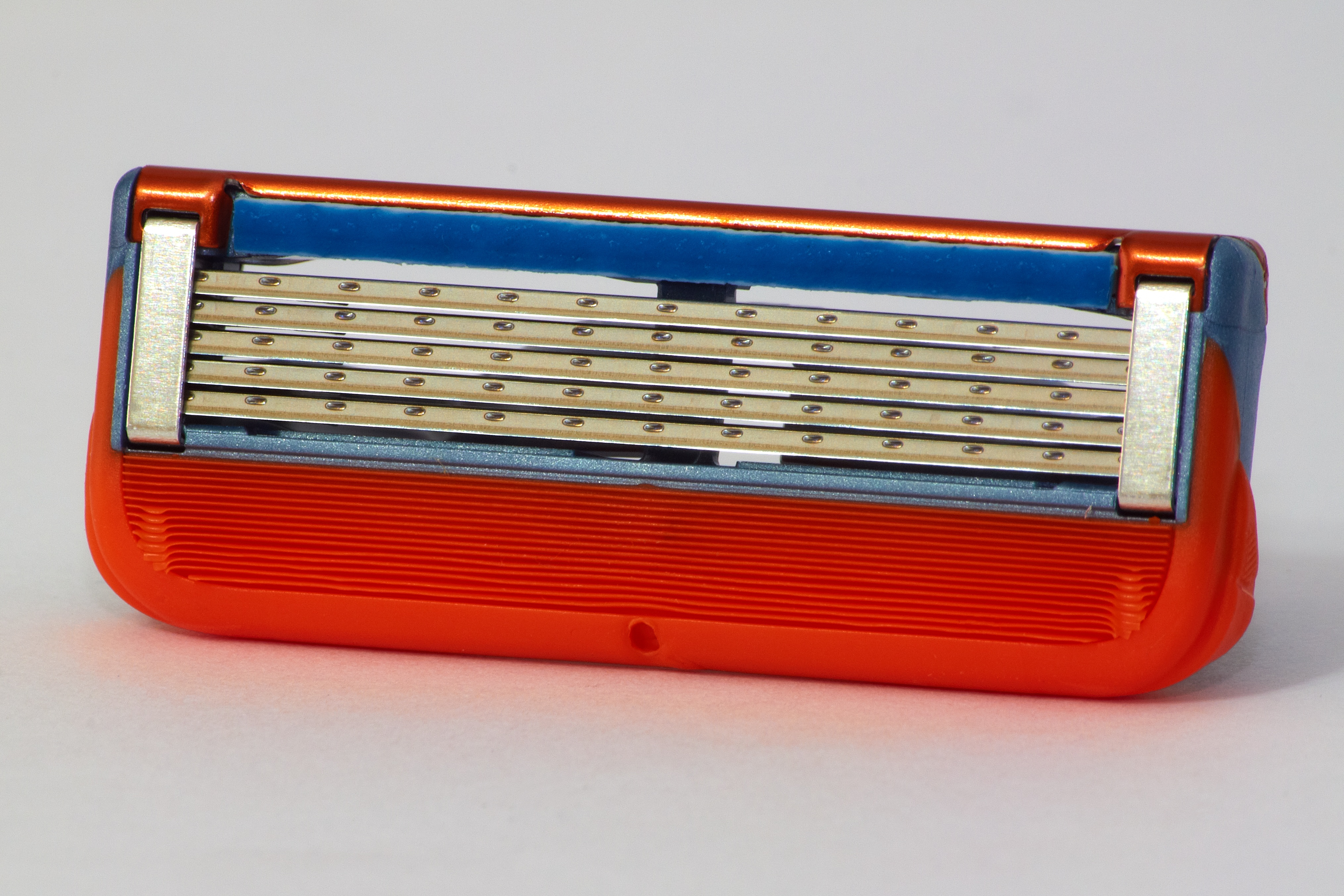
Gillette Fusion

- Gillette Fusion je pětibřitý holicí systém uvedený v roce 2006. Fusion má pět břitů na přední straně a jeden zarovnávací břit na zadní straně.
  - Fusion Power je bateriově poháněný holicí systém odvozený od Fusion.

- - Fusion ProGlide a Fusion ProGlide Power jsou holicí systémy představené v Severní Americe v červnu 2010. ProGlide řada holicích systému přichází s vylepšenými břity, které jsou ještě tenčí a ostřejší.

- - Fusion ProShield s technologií Flexball dostává zvlhčující proužek i nad břity, díky čemuž dochází ke snížení podráždění pokožky při holení.